# Редуценти (біологія)
Редуценти, або деструктори (від лат. reduco — «повертаю, відновлюю»), — організми (в основному бактерії та гриби), що руйнують відмерлі останки живих істот, перетворюючи їх на неорганічні та найпростіші органічні сполуки. Є гетеротрофами.
Від тварин-детритофагів редуценти відрізняються насамперед тим, що не залишають твердих неперетравлених залишків (екскрементів). Тварин-детритофагів в екології традиційно відносять до консументів. У той же час всі організми виділяють вуглекислий газ і воду, а часто й інші неорганічні (аміак) або прості органічні (сечовина) молекули, і таким чином беруть участь у руйнуванні (деструкції) органічної речовини.

## Термін
Інші назви — деструктори (лат. destruo — «руйную»), сапротрофи (дав.-гр. σαπρός дав.-гр. σαπρός — «гниль» і τροφή — «їжа»), сапрофіли (~ + φιλία — «прагнення, спрага»), сапрофіти (~ + φυτόν — «рослина»).

## Екологічна роль
Редуценти повертають мінеральні солі у ґрунт і воду, роблячи їх доступними для продуцентів-автотрофів, і таким чином замикають біотичний кругообіг. Тому екосистеми не можуть обходитися без редуцентів (на відміну від консументів, які, ймовірно, були відсутні в екосистемах протягом перших 2 млрд років еволюції, коли екосистеми складалися з одних прокаріотів).

## Абіотичні та біотичні фактори регуляції екосистем
Дослідженнями М. І. Базилевич та інших. (1993) встановлено, що у наземних екосистемах розрізняють дві групи чинників, що регулюють деструкційні процеси, які грають дуже істотну роль у біологічному кругообігу.
Це насамперед абіотичні фактори — вилуговування розчинних сполук, фотохімічне окиснення органічної речовини та реакції його механічного руйнування внаслідок замерзання—відтавання.
Ці фактори найбільше виявляються в надземних ярусах екосистем, а біотичні фактори — у ґрунтовому. Абіотичні фактори деструкції характерні для аридних та семіаридних ландшафтів (пустелі, степу, савани), а також для континентальних високогір'їв та полярних ландшафтів.
Біотичні фактори деструкції — це в першу чергу сапротрофні організми (безхребетні та хребетні тварини, мікроорганізми), що населяють ґрунт і підстилку, причому провідним фактором у наземних ландшафтах є головним чином ґрунтова мікрофлора.